# Johan Heinrich Kynast
Johan Heinrich Kynast lub Kühnast (ur. lata 20 XVIII w. w Lubiążu, zm. 1792 we Wrocławiu) – niemiecki malarz działający na Śląsku. Tworzył obrazy o tematyce religijnej, portrety świętych, a także zajmował się malarstwem ściennym.

## Edukacja i twórczość
Pierwsze nauki pobierał prawdopodobnie w warsztacie u Philipa Christiana Bentuma w Lubiążu. Jego żoną była Hedwing Kynast, córka rzeźbiarza Franza Josepha Mangoldta, która była również malarką. Jej prace wykonane dla kolegiaty Świętego Krzyża we Wrocławiu do ołtarzy św. Karola Boromeusza i św. Jana Nepomucena, uznawane były za pierwsze race jej męża. W 1757 roku Kynast został starszym wrocławskiego cechu oraz rektorem jezuickiej kongregacji maryjnej przy kościele św. Marcina. jego uczniami byli jego synowie Johann Carl i Christian Ferdinand oraz Johann Friedrich Schneider i Johann Joachim Simmerock.